# Meilleray
Meilleray is een gemeente in het Franse departement Seine-et-Marne (regio Île-de-France) en telt 511 inwoners (2011). De plaats maakt deel uit van het arrondissement Provins.

## Geografie
De oppervlakte van Meilleray bedraagt 7,7 km², de bevolkingsdichtheid is 51,7 inwoners per km².
De onderstaande kaart toont de ligging van Meilleray met de belangrijkste infrastructuur en aangrenzende gemeenten.

## Demografie
Onderstaande figuur toont het verloop van het inwonertal (bron: INSEE-tellingen).